# بيدرو كورتينا ماوري
بيدرو كورتينا ماوري هو أستاذ جامعي وشخصية أعمال وقانوني ودبلوماسي وسياسي إسباني، ولد في 18 مارس 1908 في La Pobla de Segur ‏ في إسبانيا، وتوفي في 14 فبراير 1993 في مدريد في إسبانيا.

## مناصب
- انتخب عضو المحاكم الفرانكوية  [لغات أخرى]‏ خلال فترته النيابية ‏ (8 فبراير 1974 – 23 ديسمبر 1975).
- انتخب عضو المحاكم الفرانكوية  [لغات أخرى]‏ خلال فترته النيابية ‏ (3 يوليو 1964 – 15 نوفمبر 1967).
- انتخب .
- انتخب وزير الخارجية ‏ (يناير 1974 – ديسمبر 1975).
- انتخب ambassador of Spain to France  [لغات أخرى]‏ (1966 – 1974).

## وصلات خارجية
- بيدرو كورتينا ماوري على موقع مونزينجر (الألمانية)